# Lego Batman: el videojuego
Lego Batman: The Videogame o Lego Batman: El videojuego es un videojuego de acción-aventura basado en los cómics de Batman, personaje de DC Comics, y ambientado en el mundo de bloques de LEGO. El juego ha sido desarrollado por Traveller's Tales y publicado por Warner Bros. Interactive Entertainment para las consolas Nintendo DS, Wii, PlayStation Portable, PlayStation 2, PlayStation 3 y Xbox 360, y también para PC. El juego llegó al mercado el 23 de septiembre de 2008, el 10 de octubre de 2008 en Europa y el 15 de octubre del mismo año en Australia. 
El juego es similar a los juegos anteriores de Lego desarrollados por Traveller's Tales, como la serie Lego Star Wars y Lego Indiana Jones: The Original Adventures, en el sentido de que es un juego basado en una propiedad con licencia, y cuenta con entornos, objetos y criaturas hechos de piezas de Lego. Sin embargo, Lego Batman es el primero en tener una historia original. La versión para Mac OS X del juego fue lanzada en abril de 2009 por Feral Interactive. El juego recibió críticas positivas y generó dos secuelas: Lego Batman 2: DC Super Heroes y Lego Batman 3: Beyond Gotham, así como un spin-off exclusivo para villanos, Lego DC Super-Villanos. 

## Jugabilidad
La jugabilidad de Lego Batman es similar a la de los juegos anteriores de Lego, como Lego Indiana Jones: La trilogía original y la serie de Lego Star Wars. El jugador controla a cualquiera de una amplia variedad de personajes desde una perspectiva en tercera persona, dedicándose ante todo a enfrentar enemigos, resolver rompecabezas, y recolectar Lego "studs", monedas que sirven como el dinero del juego. Usar combinaciones de ataques en combate multiplicará la cantidad de monedas ganadas al derrotar a un enemigo. El juego se desarrolla en Gotham, principalmente con entornos realistas. Solo los objetos interactivos están hechos con piezas de Lego. En ocasiones, los jugadores deben armar las piezas de Lego para poder avanzar en el nivel, cruzar obstáculos, o ir desbloqueando nuevos trajes. Los jugadores pueden luchar en tierra, aire o mar, utilizando un número de vehículos controlados por los personajes, incluyendo el Batmóvil, el Batbarco y el Batwing. Nuevos movimientos de la serie presentados en Lego Indiana Jones: La trilogía original reaparecen en este juego. Nuevas habilidades introducidas en este juego incluyen recoger y llevarse enemigos y usar una cuerda floja para caminar a través de edificios. Pueden jugar hasta dos jugadores en el modo cooperativo, excepto en la versión de PSP.
Hay treinta niveles en el juego (quince para héroes y quince para villanos), así como dos niveles secretos, en los que el jugador explora versiones en miniatura de la Mansión Wayne y el Asilo Arkham. Hay muchos entornos diferentes en el juego, generalmente basándose en los estilos criminales de los villanos, incluyendo una fábrica de helados, una jardinería, y las alcantarillas de Gotham, entre otros. El juego está dividido en capítulos de cinco niveles, los cuales se dividen a partes iguales entre héroes y villanos, con tres capítulos cada uno. Al completar un capítulo de los héroes se desbloqueará el capítulo correspondiente para los villanos. Al igual que en los juegos anteriores de Lego, los niveles se desbloquean en modo "Juego Libre" una vez se termina el nivel en Modo Historia. "Juego Libre" permite al jugador volver a jugar cualquier nivel que haya terminado, pero con todos los personajes que se han desbloqueado hasta el momento. Esto permite el acceso a áreas especiales que contienen artículos coleccionables adicionales que el jugador no pudo obtener antes. Esto es diferencia del Modo Historia, en el que el jugador solo puede cambiar entre los personajes involucrados en la escena.
El centro del juego para los héroes, similar a la Cantina de Mos Eisley en Lego Star Wars y el Colegio Barnett en Lego Indiana Jones, es la Batcueva, donde el jugador puede comprar personajes adicionales y ver objetos desbloqueables. El centro correspondiente a los villanos es el Asilo Arkham, donde los jugadores pueden crear su propio personaje usando partes de personajes ya desbloqueados, así como una serie limitada de armas.  
Personajes individuales son capaces de usar habilidades únicas relacionadas con sus talentos y poderes del cómic. Por ejemplo, el Joker es capaz de atacar a enemigos y activar máquinas con un timbre eléctrico en la mano, y El Pingüino puede planear con su paraguas. Hiedra Venenosa, Catwoman y Harley Quinn pueden seducir a los guardias para que se abran algunas puertas. 
Los jugadores son capaces de cambiar el vestuario de los personajes principales (Batman, Robin, Batgirl y Nightwing). Cada traje contiene capacidades únicas y diferentes esquemas de colores. Batman comienza con su traje gris clásico, mientras que él y Batgirl pueden usar el Traje Planeador (un traje que permite a Batman/Batgirl volar por un corto tiempo), el Traje Sónico (un traje que puede romper el vidrio), el Traje de Demolición (que permite colocar y detonar bombas), y el Traje Anti-calor (un traje que permite al portador sobrevivir en altas temperaturas). Robin y Nightwing pueden usar el Traje Tecnológico (que puede activar paneles tecnológicos), el Traje Acuático (un traje que le permite al portador sumergirse en el agua), el Traje Magnético (un traje que permite escalar paredes magnéticas), y el Traje de Atracción (un traje que puede aspirar piezas sueltas de Lego y las convierte en bonus). Los dispositivos que proporcionan estos trajes deben ser construidos con piezas de Lego en el Modo Historia, pero cuando el jugador adquiere los trajes, estos estarán vinculados con sus personajes correspondientes en el Modo "Juego Libre".
El personaje Hush puede ser desbloqueado después de encontrar a los veinticinco rehenes en niveles de héroes y villanos (con exclusión de los niveles de vehículo). Una vez que el juego llegue al 100%, Ra's al Ghul se puede comprar y utilizar como un personaje jugable; y Azrael, Huntress, Black Mask y Spoiler pueden crearse en el Creador de Personajes.
Las versiones de PlayStation 3, Xbox 360 y Windows ofrecen pantallas de 720p y de 1080p.

### Nintendo DS
La versión para Nintendo DS fue modificada para acomodar la memoria y las limitaciones del tamaño de la DS, así como incluir controles de pantalla táctil. Las habilidades especiales de los personajes, como el gancho de Batman (al tirar de los objetos del escenario) y las cápsulas de detonación, y elementos tales como interruptores se pueden controlar mediante la pantalla táctil. Algunas habilidades especiales de los personajes, así como movimientos de ataque y de salto, han sido cambiados. Por ejemplo, Batman puede efectuar un doble salto en la versión de la DS y en las otras versiones no. Además, cuando Batman y Robin utilizan el dispositivo para cambiar de traje, ya no pueden volver al traje anterior, a diferencia de la versión de consola. No hay cinemáticas, solo presentaciones de diapositivas al estilo de los paneles de un cómic.
La versión de Nintendo DS también cuenta con varios personajes más que no están disponibles en las versiones de consolas e incluyen un minijuego exclusivo desbloqueable llamado "Caza de Villanos", que se utiliza para desbloquear 10 personajes extra: Polilla Asesina (versión clásica), Man-Bat, Dr. Hugo Strange, Mr. Zsasz, Máscara Negra, Luciérnaga, Ventrílocuo y Scarface, Ra's al Ghul, Hush y el Joker (traje tropical). Aunque otros personajes no llegaron a aparecer en el Modo Historia, se pueden desbloquear de manera diferente que en las versiones de consola. Estos incluyen: Talia al Ghul, Azrael, Huntress y Polilla Asesina (versión alternativa tal como se muestra en la serie de televisión Teen Titans). 

### Teléfono Móvil
Una versión móvil del juego también fue lanzada. Sin embargo, este tiene más parecido a un juego de plataforma sencillo con el desplazamiento de elementos de Beat 'em up, eliminando las características principales del juego tales como la capacidad de cambiar entre los personajes con diferentes habilidades. El juego es de un solo jugador y solo se puede jugar como Batman. Fue lanzado como LEGO Batman: The Mobile Game por Gameloft en 2011.

## Trama
Lego Batman: El videojuego se caracteriza por ser el primer juego de Traveler's Tales y Lego en tener un argumento original. A diferencia de los juegos anteriores de Traveler's Tales y Lego, se basa más en el concepto de una franquicia, en lugar de seguir la trama de una película en particular o de otra historia en ella. El juego presenta a Batman y Robin luchando contra el crimen y la maldad en Gotham. Los enemigos y asesinos más peligrosos de Batman han escapado del Asilo Arkham y se dividen en grupos de cinco, cada uno dirigido por un villano conocido y con planes para lograr una meta personal:
- El Acertijo está tras los ahorros de la ciudad en la reserva de oro de Gotham City. Es ayudado por Dos Caras, Cara de Barro, Mr. Freeze y Hiedra venenosa.
- El Pingüino planea tomar el control de Gotham City con pingüinos robot a control remoto. Es ayudado por Catwoman, Bane, Killer Croc y Man-Bat.
- El Joker tiene la intención de volar la catedral y difundir su gas letal de la risa a través de Gotham. Es ayudado por Harley Quinn, Sombrero Loco, el Espantapájaros y Polilla Asesina.

Cada grupo está acompañado por cientos de matones y pequeños temporizadores que roban y asesinan bajo sus órdenes. Cada miembro del grupo también tiene un conjunto específico de matones que se adaptan a sus crímenes. 
Las misiones para villanos principalmente muestran cómo los villanos establecen sus planes, mientras que las de los héroes muestran el destino y los resultados de los villanos y sus tramas sádicas. El patrón general de cada historia es que los líderes a menudo dejan a sus asociados en las manos de Batman o de la policía una vez que les han dejado de ser útiles. Al final, Batman y Robin alteran todos sus planes y envían a todos de regreso a Arkham. El Acertijo es capturado por las pistas que deja detrás de él, los pingüinos robots y su equipo se destruyen, y el Joker no detona las bombas. Las últimas cinemáticas siempre muestran a los villanos de vuelta en Arkham, usualmente contentos, excepto por el Joker, el Acertijo y el Pingüino ya que sus planes han fracasado. 

### Villanos
Hay tres capítulos con cinco niveles, en los que hay cinco villanos. Se listan a continuación:

#### La venganza del Acertijo
La Venganza del Acertijo es el primero. El Acertijo quiere robar el oro de la Bóveda del Banco. Los personajes son los siguientes:
- El Acertijo - El Acertijo es el líder del grupo que trata de robar el oro de la ciudad. A diferencia de la versión original, su bastón puede controlar a la gente que tiene un signo de interrogación en la cabeza. Fue derrotado por las pistas que dejó. En el Asilo Arkham se le ve furioso gritando.

- Cara de Barro - El primer jefe que el jugador debe derrotar. Él y el Acertijo roban la llave bancaria, aunque es derrotado ya que él se quedó. En el Asilo Arkham se le ve construyendo objetos de cerámica con su cuerpo de barro. A diferencia de otros personajes, Cara de Barro puede efectuar un doble salto y posee superfuerza.

- Sr. Frío - El segundo jefe en ser derrotado. Puede disparar hielo de su cañón y se asemeja a su versión del cómic. Él y el Acertijo roban unos cañones de hielo en su propia fábrica de helados, pero se quedó atrás para poder descongelar a sus Chicas Frías. Posee superfuerza. En el Asilo Arkham se le ve jugando con figuras de Lego de él y una chica fría. A diferencia de la mayoría de los personajes él es inmune a las toxinas.

- Hiedra Venenosa - El cuarto personaje y la única mujer en el grupo del Acertijo. Ella es capaz de efectuar un doble salto y ayuda al Acertijo a robar unas semillas especiales. Ella puede hacer crecer las plantas y es inmune a las toxinas. Se le considera un jefe fácil cuando el jugador debe derrotar a sus plantas carnívoras para después vencerla. En Arkham se le ve cultivando plantas.

- Dos Caras - El tercer y quinto personaje y el que se ve más tiempo con el Acertijo. Esto rinde homenaje a la película Batman Forever, donde se le vio con el Acertijo. Él ayuda al Acertijo a robar una poderosa arma láser, llevándolo lejos, siendo un jefe en dos ocasiones, y haciendo un nivel de participación en la persecución de autos. Es inmune a las toxinas. En Arkham se le ve lanzando una moneda.

Trivia: El grupo del Acertijo contiene a todos los villanos de Batman en las películas de Joel Schumacher (Batman Forever, Batman & Robin), excepto por Bane, que fue cambiado por Cara de Barro.

#### El pingüino se volvió loco de poder
- El Pingüino - El líder del grupo, que planea crear una máquina que formará un ejército de pingüinos armados bajo control mental e invadir Gotham City. Puede disparar de su sombrilla, planear con ella, y soltar sus pingüinos robots como bombas. En Arkham, jura su venganza contra Batman.

- Bane - El único villano que es atrapado por la policía y no por Batman. Él y el Pingüino planean robar en el puerto una antena parabólica para su gran invento. Es inmune a las toxinas y tiene super fuerza. En Arkham, da escandalosas pataletas.

- Catwoman - El único personaje femenino del grupo. Ella y el Pingüino van a robar el diamante de Gotham como núcleo del aparato de control mental. Puede efectuar un doble salto y atacar con su látigo para desarmar enemigos. En Arkham, se la ve lamiéndose como un gato.

- Killer Croc - Él y el Pingúino van a la comisaría para liberar a Catwoman y recuperar el diamante. Es inmune a las toxinas y tiene superfuerza. En Arkham, trata de escapar mordiendo los barrotes de su celda.

- Man-Bat - Solo disponible en las versiones de consola. Él trata de detener a Batman y Robín para impedir que lleguen a la guarida del Pingüino en el zoológico de Gotham. Posee superfuerza y puede planear. En Arkham, aparece colgado del techo mientras lee el periódico.

#### El retorno del Joker
- El Joker/El Guasón - El líder del grupo. Planea usar su letal gas de la risa a lo largo de Gotham. Es inmune a las toxinas y tiene un timbre eléctrico que utiliza como arma y para operar generadores. En Arkham, se lo ve apuntándose con una pistola con un letrero de "bang". Reaparece en la cinemática final intentando escapar por una cuerda, la cual es tomada por Batman.

- Harley Quinn - La única mujer en el equipo del Joker. Ella y el Joker secuestran a James Gordon, pero termina siendo capturada. Posteriormente es rescatada y pelea junto al Joker en la catedral. En Arkham, se la ve besando fotos del Joker.

- El Sombrerero Loco - El único personaje en el grupo que no recibe una misión (excepto en la versión Nintendo DS). Él y el Joker van a una planta química para crear el gas de la risa. Puede efectuar un doble salto y controlar la mente de las personas. En Arkham, se le ve tomando té con un conejo.

- Espantapájaros - Él y el Joker van a la galería de arte tras la caída del biplano y el helicóptero, y tienen que encontrar una manera de salir. En la versión de Nintendo DS, él es inmune a las toxinas. En las versiones de consola, puede controlar la mente de las personas. En Arkham, se le ve junto con unos cuervos en sus hombros.

- Polilla Asesina - Solo disponible en las versiones de consola. Él y el Joker tenían que rescatar a Harley Quinn del Comisario Gordon. En Arkham se le ve mirando fijamente un bombillo.

## Niveles

### Héroe

#### La venganza del Acertijo
- Puedes contar con Batman - Jefe: Cara de Barro
- Una recepción glacial - Jefe: Mr. Freeze
- Perseguir a Dos Caras - Jefe: Dos Caras (camión)
- Una cita venenosa - Jefe: Hiedra venenosa
- Afrontamiento - Jefe: Acertijo y Dos Caras

#### El Pingüino se volvió loco por el poder
- Ahí va otra vez más - Jefe: Catwoman
- La batalla en Batbarco - Jefe: Pingüino (submarino)
- Bajo la ciudad - Jefe: Killer Croc
- Los dos al zoo - Jefe: Man-Bat
- La guarida del Pingüino - Jefe: Pingüino y Catwoman

#### El retorno del Joker
- El dominio del Joker - Jefe: Sombrero Loco
- Diversión en la gran carpa - Jefe: Harley Quinn
- El vuelo del murciélago - Jefe: Espantapájaros
- En la noche oscura - Jefe: Polilla Asesina
- A las alturas de la torre - Jefe: Joker y Harley Quinn

### Villano

#### La venganza del Acertijo
- La retirada del Acertijo
- Tiempos difíciles
- Buena mano para la jardinería
- Un robo emprendedor
- Rompiendo bloques

#### El Pingüino se volvió loco por el poder
- El estremecimiento del puerto
- Robando el espectáculo
- Rencilla de puerto
- Un rescate audaz
- El mundo ártico

#### El retorno del Joker
- Una sorpresa para el comisario
- Una explosión en biplano
- La obra maestra del Joker
- El señuelo de la noche
- Morirse de risa

### Niveles extra
Existen dos niveles extra. Uno de héroes y otro de villanos, cada uno en la Sala de Trofeos de cada bando. Los niveles están a continuación:
- Mansión Wayne: Se desbloquea obteniendo los 15 Modos Superhéroe de cada nivel. Bruce Wayne ha escondido Lego "Studs" en toda la Mansión Wayne y tu debes encontrarlas.
- Asilo Arkham: Se desbloquea con los 15 Modos Supervillano de cada nivel. Un criminal ha escondido monedas en todo el Asilo Arkham y se deben encontrarlas antes de que otra persona las encuentre.

## Características

### Personajes
- Batman
- Robin
- Cara de barro
- Mr. Freeze
- Hiedra venenosa
- Dos Caras
- El Acertijo
- Bane
- Catwoman
- Killer Croc
- Man-Bat
- Pingüino
- Sombrero Loco
- Espantapájaros
- Polilla Asesina
- Harley Quinn
- El Joker
- Comisario Gordon
- Agente de policía
- Pescadero
- Policía militar
- Guardia de seguridad
- S.W.A.T.
- Científico
- Marinero
- Tirador de policía
- Catwoman (Traje Rosa)
- Man-Bat
- Sombrerero Loco
- Joker (tropical)
- Matón de Hiedra Venenosa
- Barrendero del Zoo
- Chica fría
- Yeti
- Matón del acertijo
- Secuaz del acertijo
- Matón del pingüino
- Secuaz del pingüino
- Subordinado del pingüino
- Matón del Joker
- Secuaz del Joker
- Matón Payaso
- Bruce Wayne
- Alfred
- Batgirl
- Nightwing
- Hush
- Ra's al Ghul

### Trajes
Batman y Robin cuentan con diferentes trajes que les permite realizar algunas acciones que otros personajes no pueden: 

#### Batman
Los trajes de Batman pueden ser utilizados por Batgirl.
- Traje de detonación - Permite que Batman active hasta tres bombas máximo para poder destruir objetos Lego metálicos. Hay una mejora comprable que hace que Batman pueda activar hasta seis bombas.

- Traje planeador - Permite que Batman puede volar por un corto tiempo y así poder llegar a lugares que otros jugadores no pueden. Hay una mejora comprable que hace Batman pueda realizar un fuerte golpe.

- Traje sónico - Permite que Batman, gracias a un bláster sónico pueda romper los vidrios que están de color azul. Hay dos mejoras comparables que permiten que el bláster sónico pueda causarle dolor a los matones y la otra hace que Batman dispare hacia arriba y atraiga a murciélagos.

- Traje Anticalor - Permite que Batman pueda tocar objetos Lego calientes, que están de color anaranjado para llegar a lugares inalcanzables para otros personajes. Hay una mejora que permite que Batman pueda lanzar un Batboomerang de fuego.

#### Robin
Los trajes de Robin pueden ser utilizados por Nightwing.
- Traje de tecnología - Permite que Robin pueda controlar paneles Lego para poder controlar pequeños vehículos. Hay una mejora que permite que Robin pueda crear un clon explosivo suyo para usarlo como señuelo.

- Traje Magnético - Permite que Robin pueda escalar superficies metálicas para llegar a lugares inalcanzables para otros personajes. Hay una mejora que permite que Robin pueda escalar más rápido.

- Traje Atrayente - Permite que Robin aspire piezas sueltas de Lego y las deposite en un contenedor para poder crear algún objeto útil. Hay una mejora que permite que Robin tenga un localizador de piezas.

- Traje hidro - Permite que Robin pueda sumergirse en el agua. Hay una mejora que permite que Robin pueda lanzar un Batboomerang de hielo.

### Vehículos

#### Tierra
- Batmóvil
- Coche de policía
- Moto de policía
- Camioneta de policía
- Bat-tanque
- Catmoto
- El camión de Dos Caras
- Kart del Señor Frío
- El camión de la basura

#### Mar
- Submarino de Robin
- Nave acuática de policía
- Barco de policía
- El submarino del matón del Pingüino
- El iceberg (barco) del Señor Frío
- Buque de vapor del Sombrero Loco
- Submarino del Pingüino
- Vehículo anfibio de pantano de Killer Croc

#### Aire
- Helicóptero de puerto
- Helicóptero de policía
- El avión privado de Bruce Wayne
- Helicóptero del matón
- Avión del Acertijo
- Planeador del Sombrero Loco

## Desarrollo
DC Comics participó en el juego, proporcionando a los desarrolladores materiales de referencia para los personajes del juego. Aunque el material se toma de los cómics, Lego Batman se inspira principalmente en los medios audiovisuales de Batman, como películas y series de televisión. La inspiración más fuerte proviene de la serie de películas de Burton y Schumacher (1989-1997) y el DCAU.  

### Audio y sonido
La banda sonora del juego es la banda sonora compuesta por Danny Elfman para la película Batman (1989) de Tim Burton. La versión del juego para Nintendo DS usa algo de música de Batman Returns. Los efectos vocales de los personajes fueron proporcionados por Steve Blum (como Batman, Joker, Polilla Asesina, Killer Croc y Dos Caras), James Arnold Taylor (como Robin y Nightwing), Tom Kenny (como Acertijo, Pingüino y los oficiales de policía), Fred Tatasciore (como Bane y Hush), Gray DeLisle (como Harley Quinn y Batgirl), Dave Wittenberg (como Espantapájaros y Ra's al Ghul), Ogie Banks (como Mr. Freeze y Cara de barro), Vanessa Marshall (como Hiedra venenosa y Catwoman) con Chris Edgerly (como Sombrero Loco y Man-Bat) y Keith Ferguson (como Alfred Pennyworth y James Gordon). La voz de Collette Sunderman dirige este juego.  

## Recepción
Lego Batman: El videojuego recibió críticas generalmente positivas en todas sus versiones. IGN le dio al juego un 7,7 sobre 10 para las versiones de Wii, PS2, PS3 y 360, y un 7,3 para la de PSP indicando que si bien el juego tiene mucho valor de repetición, también conserva elementos problemáticos de los juegos anteriores de la serie y no agrega necesariamente algo nuevo. La versión de DS recibió una calificación de 8,0. GamesRadar le dio un 8 sobre 10, y señaló que Traveller's Tales pudo ser más abierto con la licencia que en los juegos anteriores. La versión de Nintendo DS fue nominada como "Mejor juego de acción de 2008 para DS" por IGN. Para agosto de 2010, el juego ya había vendido más de 7 millones de copias en todo el mundo. Para enero de 2012, el juego vendió más de 11 millones de copias en todo el mundo.

## Secuelas
Una secuela, Lego Batman 2: DC Super Heroes, fue anunciada por Warner Bros y estaría desarrollada por Traveller's Tales. Lanzado en junio de 2012, los personajes y modelos del juego están inspirados en los sets de Lego DC Super Heroes. Un tercer juego, titulado Lego Batman 3: Beyond Gotham, fue lanzado en noviembre de 2014. Un spin-off, Lego DC Super-Villains, fue lanzado en octubre de 2018, alrededor del décimo aniversario del juego original.